# 拉季欽
49°22′40″N 25°34′13″E / 49.37778°N 25.57028°E
拉季欽（烏克蘭語：Ладичин）是位於烏克蘭西部泰爾諾皮爾州裏泰爾諾皮爾區的村莊，處於尼什拉河畔，始建於1564年，面積2.5平方公里，海拔高度350米，2001年人口1,208。